# Тяжёлая промышленность

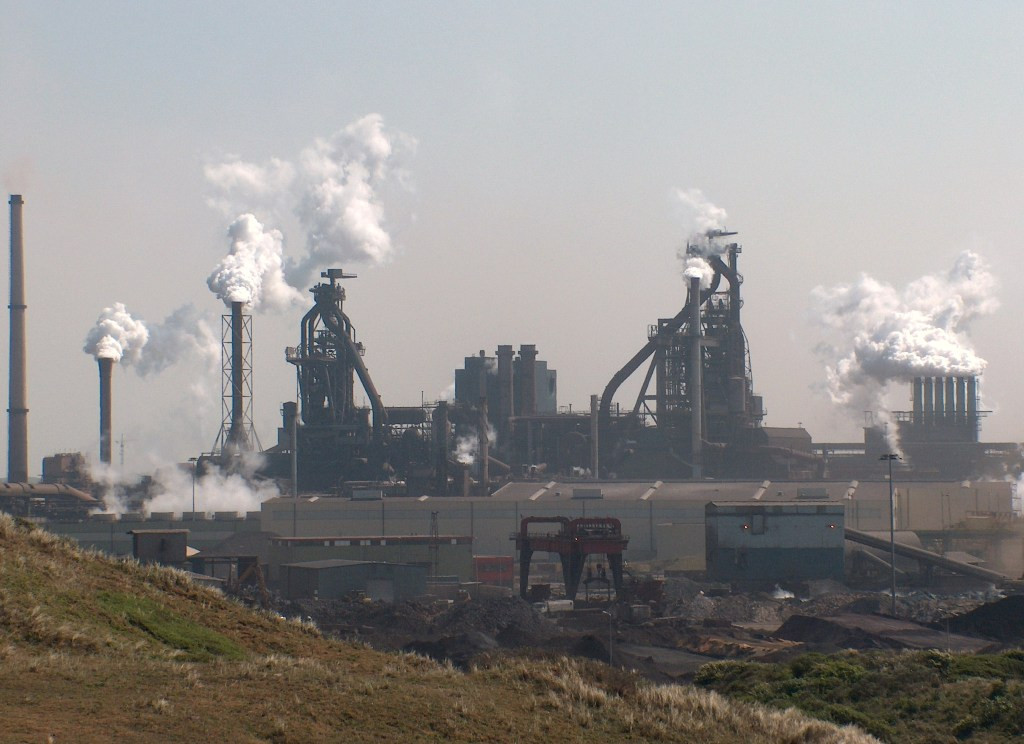
Металлургический комбинат в Нидерландах

Тяжёлая промышленность — группа отраслей промышленности, изготавливающих преимущественно средства производства. К тяжёлой промышленности относится почти вся добывающая промышленность и часть обрабатывающей промышленности.
Тяжёлая промышленность имеет ряд отличительных характеристик, таких как тяжёлое оборудование, крупные станки, огромные здания и крупная инфраструктура или сложные или многочисленные процессы. Из-за этих факторов тяжёлая промышленность требует более высокой капиталоёмкости, чем лёгкая промышленность, и она также часто более циклична в инвестициях и занятости.
Транспортировка и строительство наряду с их первичными производственными предприятиями составляли основную часть тяжёлой промышленности на протяжении всей индустриальной эпохи наряду с некоторыми капиталоёмкими производствами. Традиционные примеры с середины XIX до начала XX века включали в себя производство стали, артиллерии, строительство локомотивов, станкостроение и более тяжёлые виды горных работ. С конца XIX века до середины 1920-х годов, когда развивалась химическая и электротехническая промышленность, они включали в себя компоненты как тяжёлой, так и лёгкой промышленности, что вскоре стало актуальным и для автомобильной и авиационной промышленности. Современное кораблестроение (поскольку сталь заменила дерево) считается тяжёлой промышленностью. Большие системы часто характерны для тяжёлой промышленности, такие как строительство небоскрёбов и больших плотин в эпоху после Второй мировой войны, а также производство и развёртывание больших ракет и гигантских ветряных турбин в течение XXI века.
Развитие тяжёлой промышленности связано с индустриальной революцией.

## Как часть экономической стратегии
Многие страны Восточной Азии полагаются на тяжёлую промышленность как на ключевые составляющие своей экономики. Эта зависимость от тяжёлой промышленности, как правило, является предметом государственной экономической политики. Среди японских и корейских компаний, в названиях которых есть «тяжёлая промышленность» (англ. heavy industry), многие также являются производителями аэрокосмической продукции и оборонными подрядчиками для правительств своих стран, таких как японская Fuji Heavy Industries и корейский Hyundai Rotem, совместный проект Hyundai Heavy Industries и Daewoo Heavy Industries.